# 夕焼けシャッフル
『夕焼けシャッフル』（ゆうやけしゃっふる）は、ゴスペラーズの9作目のシングル。1998年4月22日にキューンミュージックから発売された。

## 解説
表題曲の「夕焼けシャッフル」は、フジテレビ系『さんまのまんま』のエンディングテーマに使用されていた。3曲目の表記が、「オリジナル・カラオケ」、「ボーナス・トラック」、「no lead vocal」から「no lead version」に変更されている。
発売当初は8cmCDシングルであったが、2002年9月26日の再発売時に現在の仕様にあわせて12cmCDシングルで発売された。

## 収録曲
全編曲：水島康貴
1. 夕焼けシャッフル
作詞：山田ひろし、村上てつや／作曲：村上てつや
2. そして僕は恋をする
作詞：安岡優／作曲：水島康貴
3. 夕焼けシャッフル（no lead version）